# Нравственные письма к Луцилию
«Нра́вственные пи́сьма к Луци́лию» (лат. Epistulae morales ad Lucilium) — сборник из 124 писем моралистического характера, написанных римским философом Луцием Аннеем Сенекой после его ухода из политики в конце жизни, вероятно, в 62—64 годах. Они адресованы его другу Луцилию Младшему и разбиты на 20 книг. В них автор даёт советы, как выстраивать свою жизнь в соответствии с философией стоицизма. Письма относятся к наиболее известным и значимым произведениям Сенеки и римской литературы в целом.

## Содержание
«Нравственные письма» представляют собой цикл посланий, которые действительно были направлены адресату — Луцилию Младшему, молодому другу Сенеки, стремившемуся стать философом. Сенека взял на себя роль наставника Луцилия и в течение нескольких лет отправлял ему письма с наставлениями. При внешней эклектичности повествования эти послания представляют собой единое целое, программу нравственного самоусовершенствования. Сенека сосредотачивается на теме этики, которую трактует в духе стоицизма: его адресат должен понять, как достичь «блаженной жизни», то есть жизни, не зависящей от внешнего мира. Автор постоянно апеллирует к греческой философии, использует примеры из ранней римской истории.
В общей сложности Сенека создал 124 письма, которые поделены на 20 книг (при этом Авл Геллий приводит цитаты из XXII книги). Первые три книги, по словам антиковеда Михаэля фон Альбрехта, «отличаются особым внутренним единством», а последнее послание «обладает явными признаками завершения цикла». Предположительное время создания — 62—64 годы.
«Нравственные письма» стали одним из итоговых философских трудов Сенеки (наряду с трактатами «О благодеяниях» и «Изыскания о природе»). Здесь автор пытается создать единый свод этических правил, который мог бы использоваться как универсальное законодательство.